# المرأة الباكية
لوحة المرأة الباكية، (60سم × 49سم، 23 5/8 إنش 19 ¼ إنش) لوحة زيتية مرسومة على قماش كتاني من قبل الفنان الأسباني بابلو بيكاسو في فرنسا عام 1937م. كان بيكاسو مفتون بموضوع هذه اللوحة، إذ قام بإعادة النظر في الصياغة الشكلية للموضوع عدة مرات في ذلك العام.
كانت هذه اللوحة هي اللوحة النهائية والأكثر زخرفةً وديناميكية والتي نتجت عن سلسلة من التجارب الفنية.

## المكان
توجد هذه اللوحة في مجموعة تيت مودرن في لندن منذ عام 1987.

## دورا مار
كانت دورا مار عشيقة بيكاسو منذ عام 1936م وحتي عام 1944 م. وخلال علاقتهما، قام بيكاسو برسم لوحات لها في عدد من المظاهر، كان بعضها واقعي، وبعضها حميد، والبعض الآخر يجسد التعذيب أو التهديد. 
يصف بيكاسو اللوحة فيقول:«إنها كانت المرأة الباكية بالنسبة لي، فلقد قمت برسمها لعدة سنوات في أشكال التعذيب، وليس من خلال السادية، وليس من خلال السعادة أيضاً؛ كانت مجرد رؤية مطيعة تفرض نفسها عليّ، لقد كانت تمثل الواقع العميق، ولم تكن تمثل الواقع السطحي».
«لقد كانت دورا، بالنسبة لي، هي المرأة الباكية دائماً...... وقد كان ذلك مهماً، لأن النساء عبارة عن آلات من المعاناة»

## موضوعات ذات علاقة
المقالة الرئيسية: سرقة المرأة الباكية من المعرض الوطني بفيكتوريا
لقد كانت المرأة الباكية في معرض تيت هي آخر لوحة في سلسلة رسومات بيكاسيو التي تجسد الموضوع. وقد سُرقت إحدى النسخ من المعرض الوطني بفيكتوريا في ملبورن بإستراليا في أغسطس عام 1986م، وعثر عليها في خزانة محطة سكة حديدية لاحقاً في ملبورن في نفس الشهر. وتمثلت مطالب السارقون في زيادة تمويل الفنون.

## روابط خارجية
- The Weeping Woman at the Tate Gallery